# Nuraghe Noddule

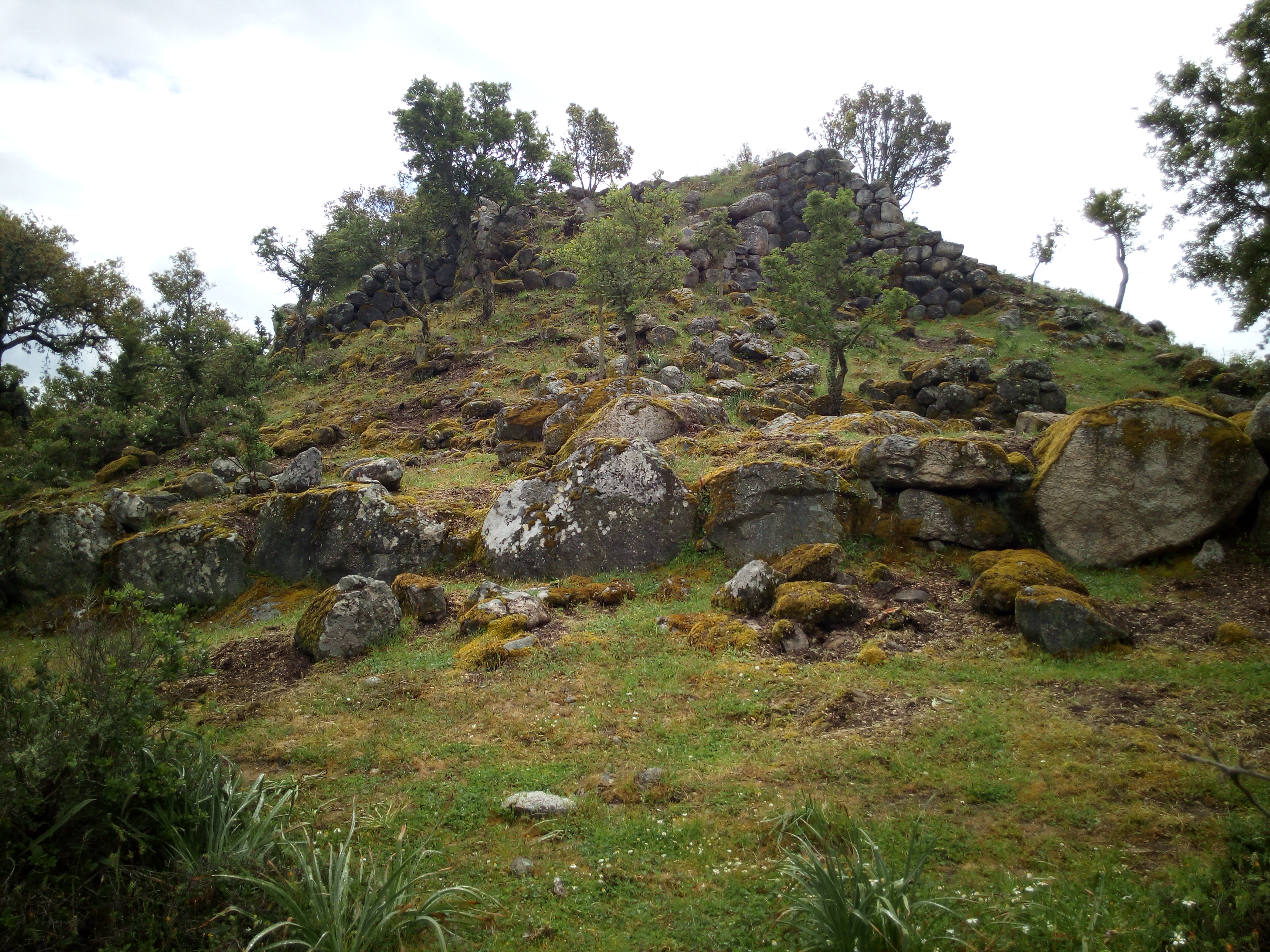
Nuraghe Noddule

Il nuraghe Noddule è il nuraghe del complesso nuragico di Noddule, nel territorio di Nuoro.
Si tratta di un nuraghe trilobato con quattro torri, si conserva per oltre dieci metri e possiede una grande cinta muraria che probabilmente cinge anche un villaggio non ancora scavato.
Alla base vi sono tre capanne del periodo romano messe in luce dagli archeologi mentre nei pressi è presente un santuario del culto delle acque con una bella fonte sacra nuragica.